# Bahamas nos Jogos Olímpicos de Verão de 2004
As Bahamas competiram nos Jogos Olímpicos de Verão de 2004, em Atenas, na Grécia.

## Medalhistas

### Ouro
- Atletismo - 400 metros feminino: Tonique Williams-Darling

### Bronze
- Atletismo -  200 metros feminino: Debbie Ferguson-McKenzie